# Sarah Rose Summers
Sarah Rose Summers (n. 4 noiembrie 1994, Omaha, Nebraska, SUA) este câștigătoarea concursului de frumusețe Miss SUA 2018. Ca și câștigătoare a titlului de Miss SUA, ea va reprezenta Statele Unite la Miss Univers 2018. Anterior, Sarah Rose Summers a fost încoronată ca Miss Nebraska Teen SUA 2012 și de asemenea ca Miss Nebraska 2018, astfel devenind prima femeie din Nebraska care a câștigat titlul de Miss SUA.

## Viața și cariera

### Anii de tinerețe
Sarah Rose Summers s-a născut în 4 noiembrie 1994 în Omaha, Nebraska, și a crescut în Papillion, zona metropolitană din Omaha-Council Bluffs. A absolvit la Papillion-La Vista South High School, după care a obținut două titluri cum laude la Texas Christian University în dezvoltarea copilului și comunicare strategică, specializarea business. Summers a lucrat ca și specialist certificat în dezvoltarea copilului înainte de a deveni Miss SUA.  

## Concursuri de frumusețe
Sarah Rose Summers și-a început cariera în 2012 după ce a fost încoronată ca Miss Nebraska Teen USA 2012. Ulterior, a reprezentat statul Nebraska la Miss Teen USA 2012 la Atlantis Paradise Island în Nassau, Bahamas, însă necalificându-se în etapa finală. Ea a încoronat-o pe succesoarea sa, Jasmine Fuelberth. După o pauză a revenit, concurând la Miss Nebraska USA 2016, unde a  reușit să obțină locul 2.
În 2018, Sarah a fost încoronată ca Miss Nebraska USA 2018 de către Jasmine Fuelberth, predecesoarea sa. La Miss Nebraska USA 2018, Sarah a reprezentat Omaha. După ce a câștigat Miss Nebraska USA și-a câștigat dreptul de a reprezenta Nebraska la Miss SUA  2018 care a avut loc la Hirsch Memorial Coliseum în Shreveport, Louisiana. În cele din urmă, Sarah a câștigat competiția, transformându-se în prima femeie din Nebraska și a unsprezecea fostă concurentă la Miss Teen USA care câștigă Miss SUA. Ca și Miss SUA 2018 va reprezenta Statele Unite ale Americii la Miss Univers 2018.

## Legături externe
- Instagram Oficial
- Twitter Oficial